# كأس رابطة الأندية الإنجليزية المحترفة 1979–80
كأس رابطة الأندية الإنجليزية المحترفة 1979–80 (بالإنجليزية: 1979–80 Football League Cup)‏ هو موسم من كأس رابطة الأندية الإنجليزية المحترفة. كان عدد الأندية المشاركة فيه 92، وفاز فيه وولفرهامبتون واندررز.